# Okres Plzeň-sever

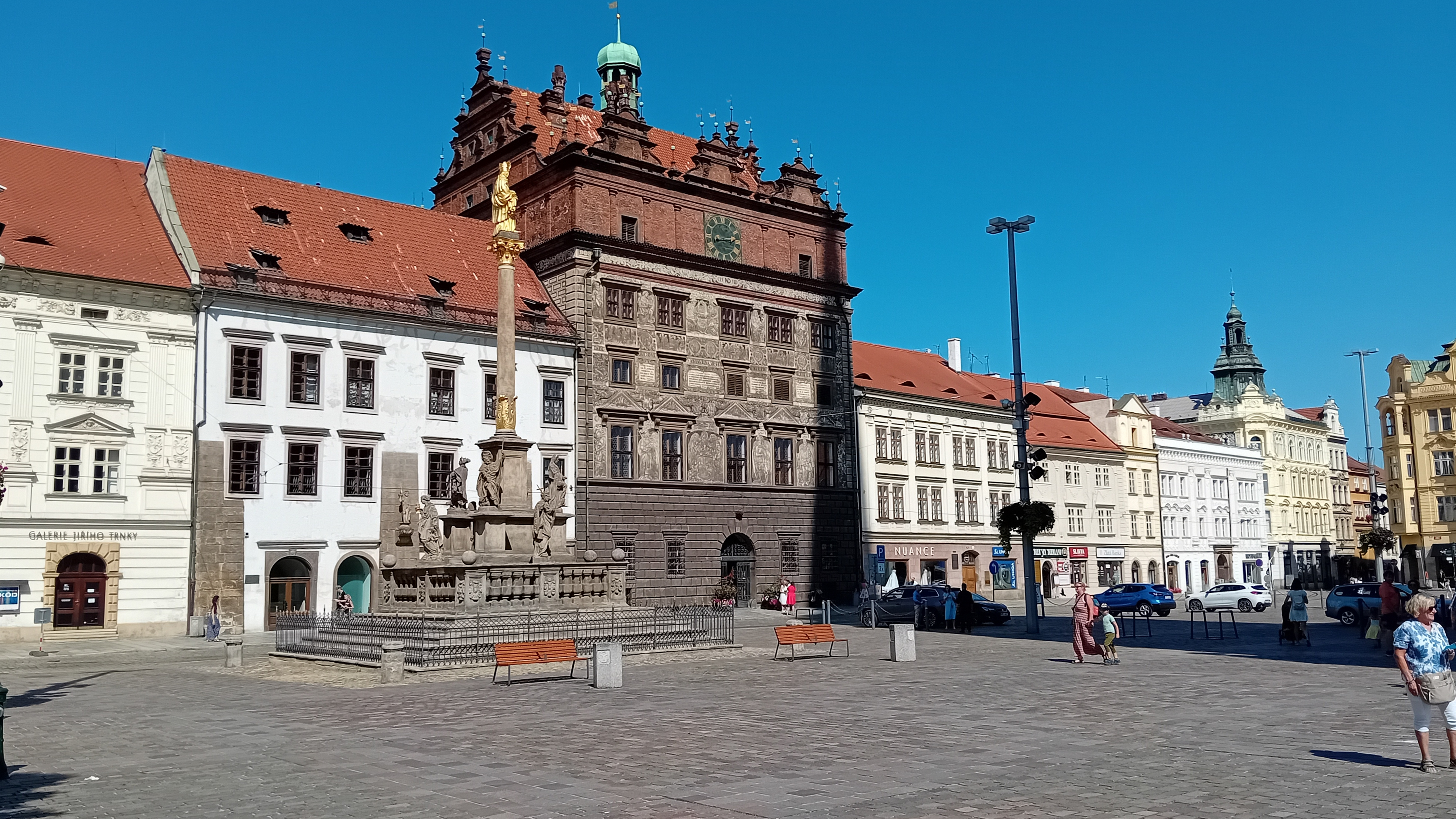
Centrum okresního města

Okres Plzeň-sever (Severní Plzeňsko) se nachází v západních Čechách, v severovýchodní části Plzeňského kraje. Sídlem okresu byla dříve Plzeň, která ovšem nikdy nebyla jeho součástí.
Rozlohou i počtem obyvatel je okres třetí největší v kraji. Hustota zalidnění je v rámci kraje i republiky podprůměrná.
V rámci kraje sousedí s okresy Plzeň-město a Plzeň-jih (na jihu), Rokycany (na východě) a Tachov (na západě). Severovýchodní hranici má okres společnou se Středočeským krajem, okresem Rakovník. Na severu území má krátký, asi čtrnáctikilometrový úsek hranice s Ústeckým krajem, okresem Louny, a na severozápadě hraničí s Karlovarským krajem, okresem Karlovy Vary a Cheb. Nejdelší hranici (45 km) má severní Plzeňsko s tachovským okresem.
Od reformy veřejné správy, která vstoupila v platnost 1. ledna 2003 je území okresu tvořeno dvěma správními obvody obcí s rozšířenou působností – Nýřany a Kralovice. Správní obvod Nýřany je tvořen i velkým množstvím obcí, které mají podstatně výhodnější spojení s Plzní než právě s Nýřany. Tyto obce ale nebyly zařazeny do správního obvodu obce s rozšířenou působností Plzeň, a proto bylo přímo v Plzni v objektech bývalého okresního úřadu otevřeno detašované pracoviště městského úřadu Nýřany.
Správní obvody obcí s rozšířenou působností jsou dále členěny na správní obvody pověřených obcí: ve SO ORP Nýřany pověřenými obcemi kromě Nýřan ještě Všeruby, Město Touškov a Třemošná. Ve SO ORP Kralovice jsou kromě Kralovic dále pověřené obce Plasy a Manětín.

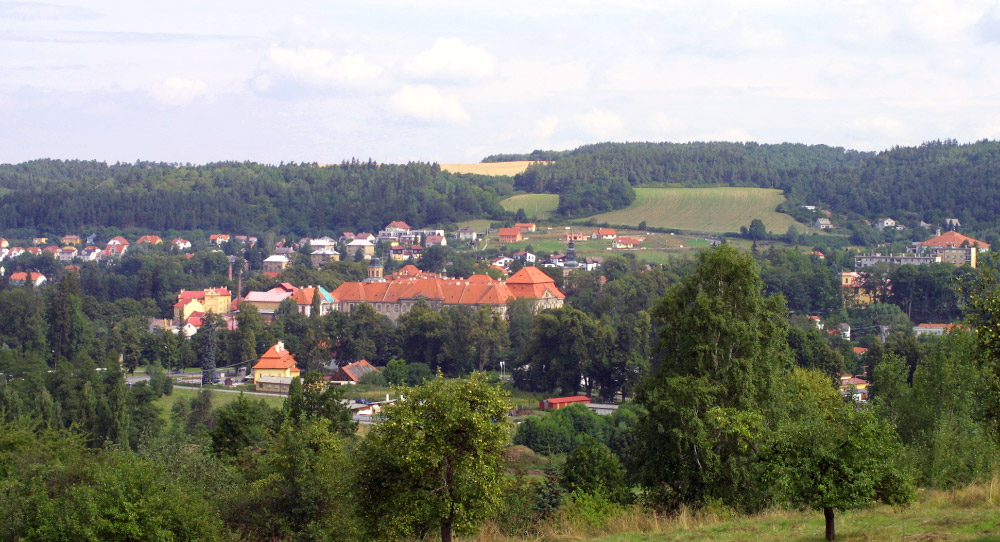
Pohled na město Plasy s cisterciáckým klášterem.

## Vývoj územní struktury

### Vývoj hranic okresu

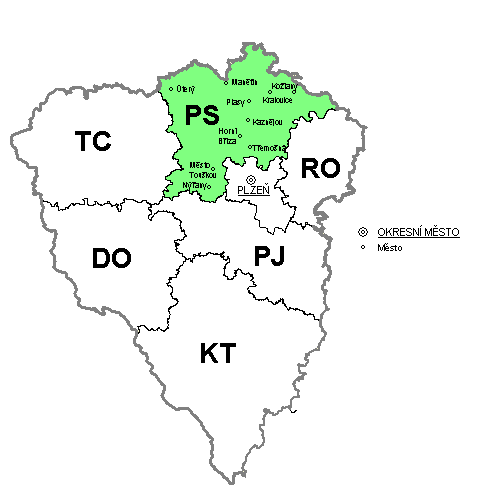
Mapa Plzeňského kraje s vyznačeným okresem Plzeň-sever

Okres vznikl v červenci 1960 sloučením obcí ze severní, severozápadní a severovýchodní části dosavadního okresu Plzeň, většiny obcí okresů Plasy, a některých obcí z okresů Stod, Stříbro, Toužim a Podbořany. K datu vzniku tvořilo okres 122 obcí a okres měl rozlohu 1377 km².

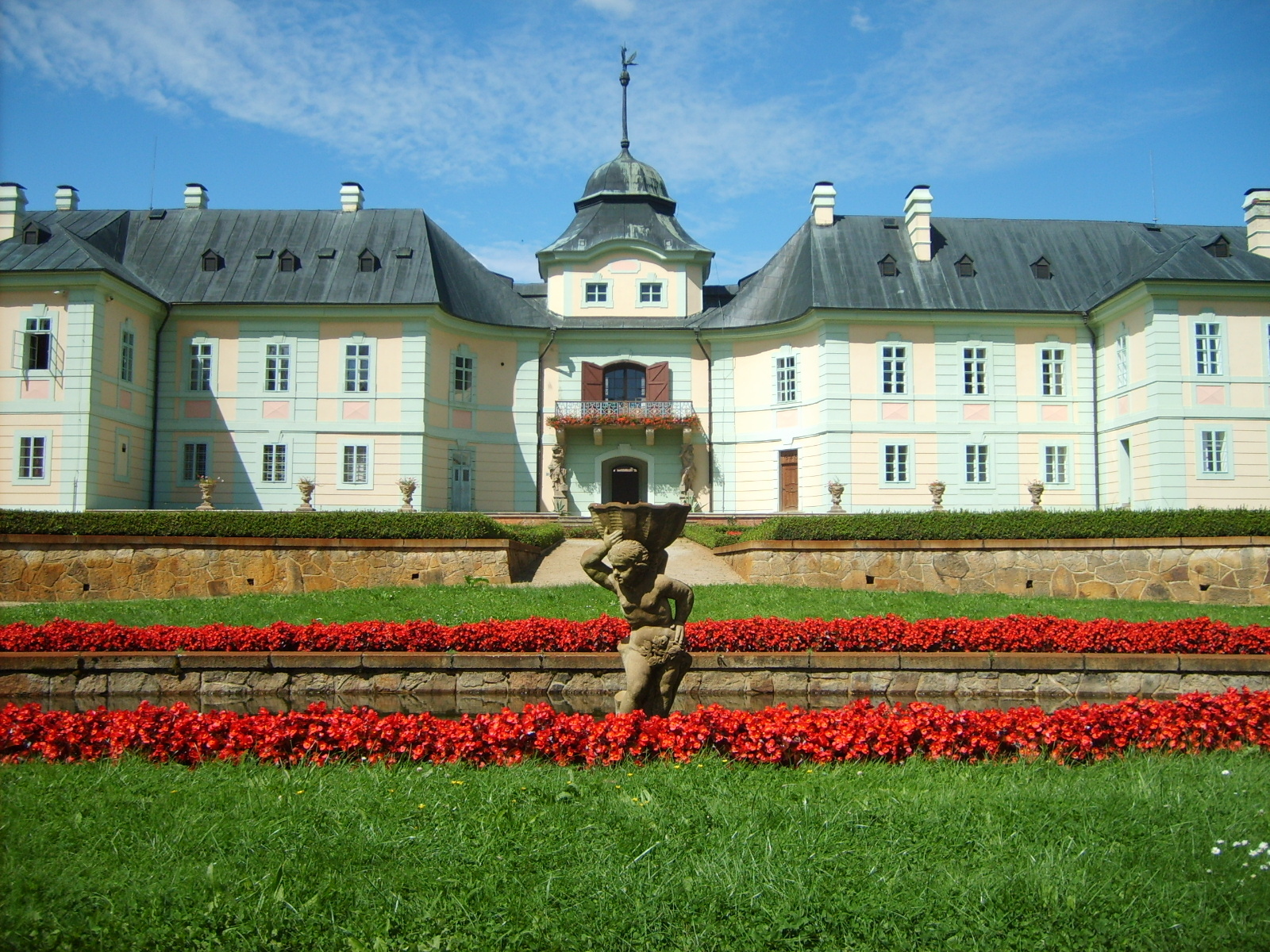
Barokní zámek v Manětíně.

K první změně okresní hranice došlo v roce 1962, kdy byla obec Sulislav přeřazena do okresu Tachov, v roce 1964 byla do karlovarského okresu logicky připojena obec Chyše, od Plzně vzdálená přes 50 km. V roce 1976 byla po připojení k Plzni provedena delimitace obcí Křimice, Radčice a Červený Hrádek do okresu Plzeň-město. O 27 let později, v roce 2003, byly k Plzni připojeny také Malesice. Největší změna okresní hranice nastala v roce 2007, kdy byly v souvislosti se sjednocováním hranic správních obvodů a okresů přeřazeny obce Kyšice, Dýšina a Chrást do okresu Plzeň-město.

### Zaniklá sídla
Ve 20. století zaniklo na území okresu Plzeň-sever několik obcí a osad. Lze je dělit do dvou skupin: sídla zaniklá vlivem poválečného odsunu německých obyvatel a sídla zaniklá vlivem výstavby vodní nádrže Hracholusky.
- Přestože se severní Plzeňsko nachází již relativně ve vnitrozemí, bývalo zejména v severozápadní části obydleno převážně německým obyvatelstvem. Po odsunu v l. 1945–1946 se tak velké množství sídel vylidnilo a některá z nich se nepodařilo dosídlit ani částečně. Tato často odlehlá sídla později chátrala, až zcela zanikla. Jedná se konkrétně o obce a osady Balková (nedaleko Tisu u Blatna, 89 obyv. v r. 1921), Ovčí Hora (20 obyv. v r. 1921), Račín (nedaleko Trhomného, až 127 obyv., dodnes se zachovala jedna budova) a Umíř.
- Vodní nádrž Hracholusky byla postavena na řece Mži v l. 1959–1964. Na území severního Plzeňska byly zatopeny vesnice Dolany a Těchoděly. Likvidace proběhla mezi roky 1962 a 1964.

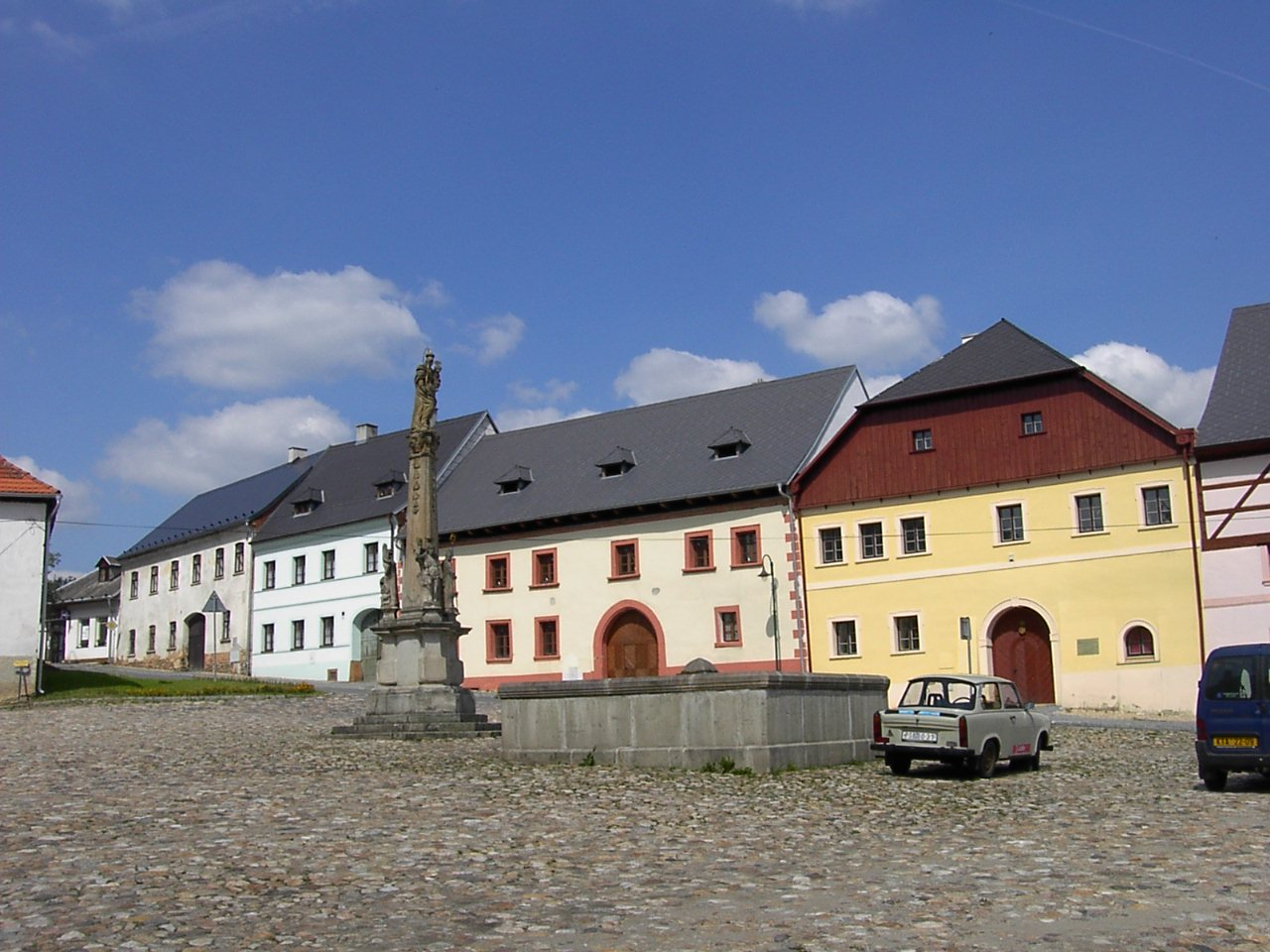
Hrázděné domy na náměstí v Úterý

### Vývoj počtu obyvatel a obcí
| Rok            | 1869   | 1930   | 1961   | 1970   | 1980   | 1991   | 2001   | 2011   | 2019   |
| -------------- | ------ | ------ | ------ | ------ | ------ | ------ | ------ | ------ | ------ |
| Počet obcí     | -      | -      | 122    | 106    | 72     | 85     | 102    | 98     | 98     |
| Počet obyvatel | 73 194 | 99 247 | 78 583 | 75 007 | 74 738 | 72 500 | 73 215 | 74 940 | 79 979 |

## Přírodní podmínky

### Struktura povrchu
Nadmořská výška území okresu se převážně pohybuje mezi 400 – 600 m a zvyšuje se postupně směrem k severu. Jižní část okresu je tvořena relativně nízko položenou Plzeňskou pánví (kolem 400 m). Severně od Města Touškov se již začíná zvedat Plzeňská pahorkatina, jejíž vrcholy v nejvyšších partiích přesahují 600 m. Východní hranice okresu je tvořena relativně hlubokým údolím Berounky, v němž také najdeme nejníže položený bod území (305 m). Severozápadní oblasti okresu jsou položené naopak nejvýše. Plzeňská pahorkatina tam již přechází v Tepelskou vrchovinu. Právě v této oblasti se nedaleko Úterý, na hranici s okresem Cheb, nachází nejvyšší bod okresu – Stěnský vrch (762 m).
Nejvýše položenou obcí okresu je Bezvěrov (675 m). U nedaleké osady Krašov najdeme významný televizní vysílač pro celou oblast západních Čech, který byl záměrně poškozen v prvních dnech srpnové okupace v roce 1968.

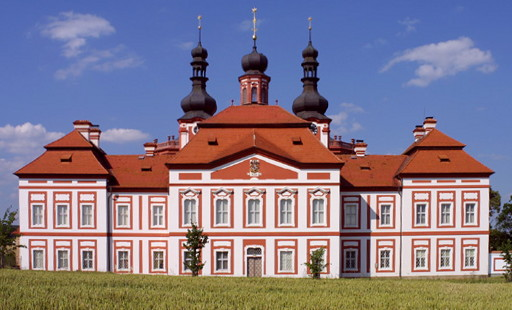
Proboštství v Mariánské Týnici u Kralovic.

Naopak nejníže položenou obcí jsou Nadryby (316 m) na řece Berounce.

### Vodstvo
Celý okres je odvodňován řekou Berounkou (resp. Mží) a jejími přítoky.
Pro severní Plzeňsko má největší význam řeka Střela pramenící u Toužimi v Tepelské vrchovině. Na území okresu vstupuje hlubokým kaňonem u Rabštejna nad Střelou, protéká městem Plasy, stáčí se na východ a u Liblína ústí zleva do Berounky. Jejími významnějšími přítoky jsou například Manětínský nebo Kralovický potok.

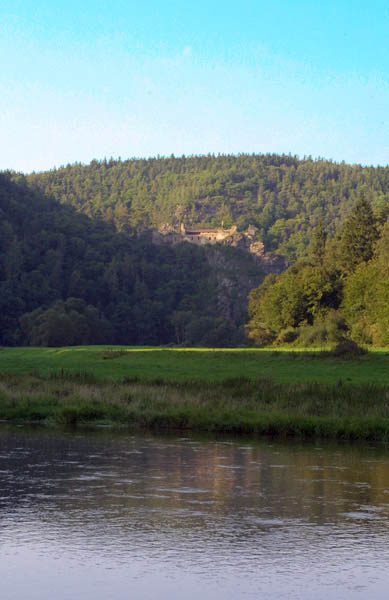
Hrad Krašov tyčící se nad řekou Berounkou nedaleko Bohů

Řeka Mže vstupuje do okresu v jeho západní části ve vodní nádrži Hracholusky. V jedné z jejích zátok přijímá zleva Úterský potok tvořící přirozenou hranici okresů Plzeň-sever a Tachov. V Plzni po soutoku se všemi tamními řekami se z ní stává Berounka, která se opět objevuje na území okresu a tvoří hranici s okresem Rokycany. U Kaceřova se do ní zleva vlévá potok Třemošná přitékající z oblasti Plzeňské pahorkatiny (od Všerub a Třemošné). U Liblína následuje již zmíněný soutok se Střelou. Po dalších 20 km, na samé východní výspě okresu se do Berounky nedaleko Zvíkovce zleva vlévá potok Javornice, přitékající od Kožlan, který tvoří přirozenou hranici okresů Plzeň-sever a Rakovník.
Nejrozsáhlejší vodní plochou okresu je vodní nádrž Hracholusky (cca 470 ha), z čehož přibližně polovina leží již v okrese Tachov. Nádrž má zejména rekreační využití.
Velmi pozoruhodná jsou dvě jezera okresu: Odlezelské a Hromnické. Odlezelské jezero vzniklo teprve v roce 1872 vlivem sesuvu půdy, který přehradil rozvodněný Mladotický potok. K sesuvu došlo jednak kvůli vytrvalým dešťům, a jednak také kvůli snížení stability svahu způsobeného výstavbou zářezu železniční trati Plzeň-Žatec. Hromnické jezírko vzniklo závalem odvodňovací štoly v původním břidličném lomu. Vlivem zdejší původní výroby kyseliny sírové z břidlice má jezírko dodnes načervenalou barvu a voda v něm je zcela bez života.

### Nerostné bohatství
Severní Plzeňsko je relativně bohaté na nerostné suroviny. Nejvýznamnější surovinou je kaolín, který se dodnes těží v okolí Kaznějova. Používá se zejména k výrobě užitkové keramiky, obkladaček a žáruvzdorných výrobků. Závody na zpracování této suroviny najdeme zejména v nedaleké Horní Bříze. U Žihle a Kožlan se vyskytují cihlářské hlíny. Dnes již většinou vytěžená ložiska černého uhlí se nacházela v Plzeňské pánvi, v okolí města Nýřany, které se díky těžbě stalo průmyslovým střediskem.

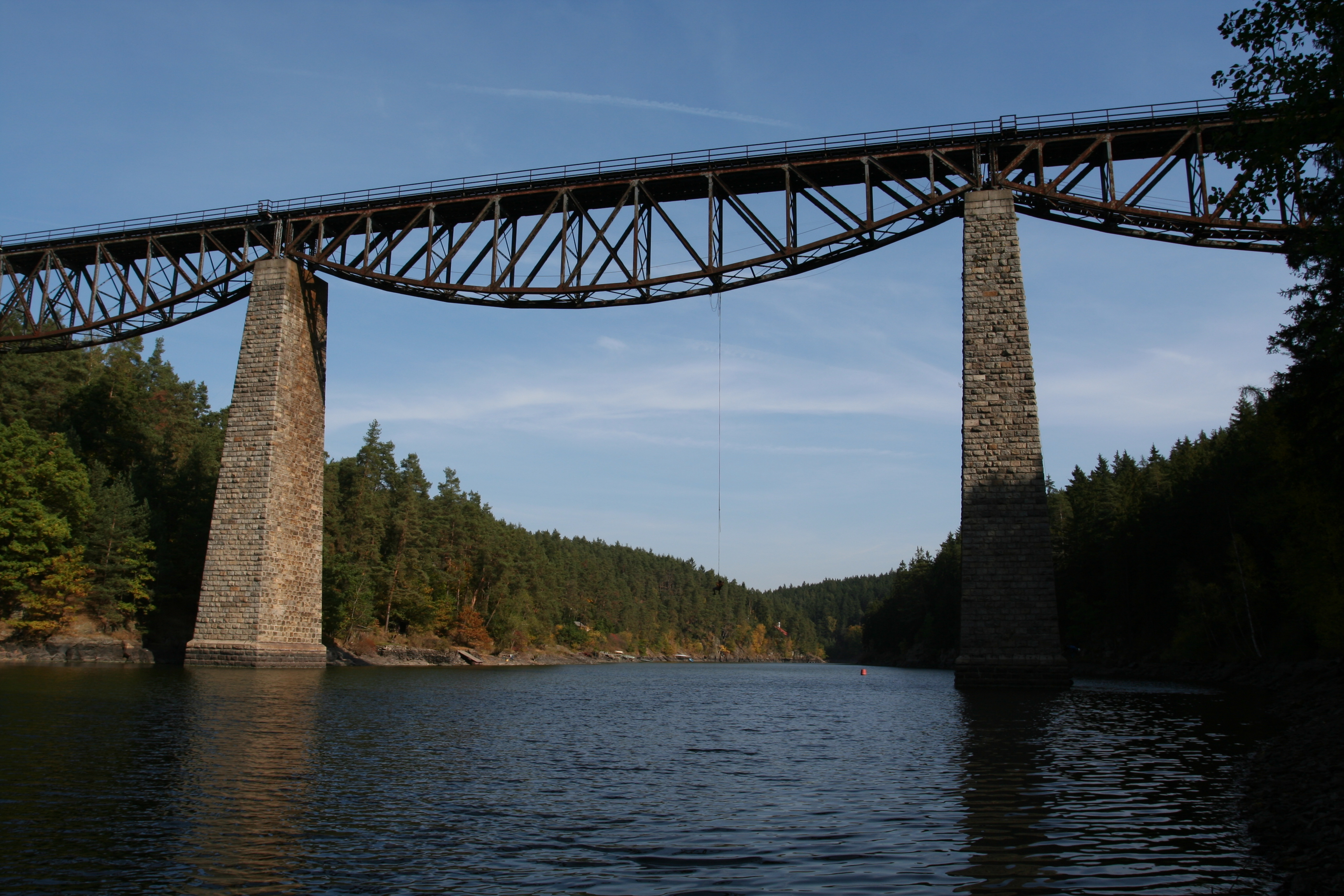
Pňovanský železniční most, po kterém překonává železniční trať Pňovany-Bezdružice vodní nádrž Hracholusky

## Hospodářství okresu
Okres Plzeň-sever se řadí mezi průmyslově-zemědělské oblasti. Průmyslová výroba je soustředěna zejména do blízkosti Plzně, zatímco největší zemědělské podniky mají svá sídla spíše v centrálních nebo periferních částech okresu. Z hlediska míry nezaměstnanosti je dlouhodobě nejhorší situace na odlehlém severozápadním okraji okresu, kde leží Úterý, Bezvěrov nebo Nečtiny. Relativně nejméně nezaměstnaných je naopak v obcích v bezprostřední blízkosti Plzně.

### Průmysl

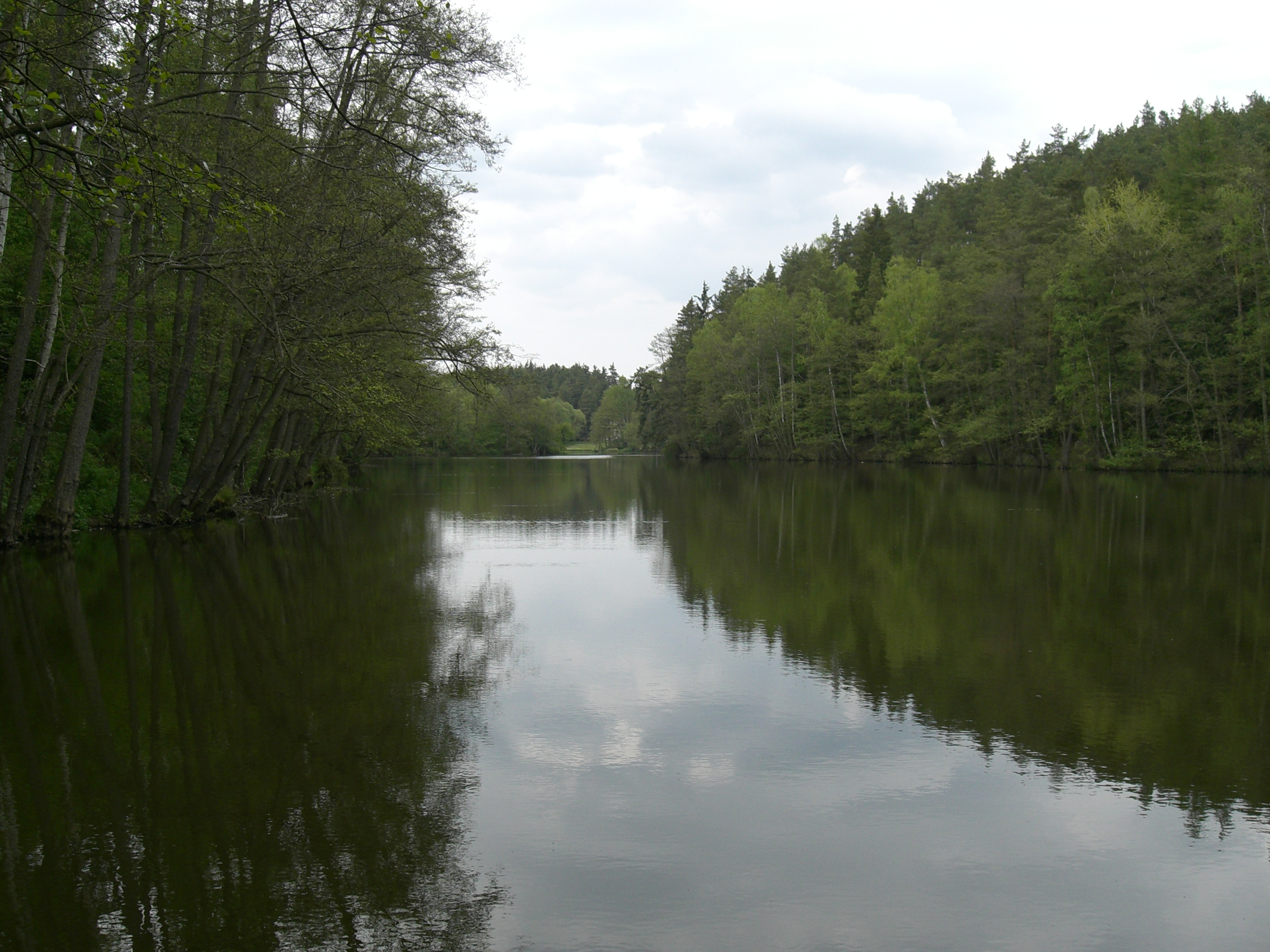
Nejmladším jezerem v Česku je Odlezelské jezero, vzniklé až v roce 1872

I po roce 1989 zůstala nejvýznamnějším průmyslovým odvětvím okresu výroba keramiky, která byla ale oproti předchozímu stavu omezena a rozdrobena do většího množství podniků. Část výroby zaniklých ZKZ Horní Bříza převzal koncern Lasselsberger, technickou a žáruvzdornou keramiku ale vyrábějí v Horní Bříze například také firmy VUK nebo HOB CerTec.
Nové průmyslové závody vznikly v posledních 10 letech při novém úseku dálnice D5 u Nýřan. Jedná se zejména o firmy vyrábějící elektrotechnická a elektronická zařízení – např. DIOSS nebo ZIEGLER Automobiltechnik. V Heřmanově Huti sídlí sklárny vyrábějící užitkové i nápojové sklo.

### Zemědělství
V okrese je cca 671 km² zemědělské půdy, z toho přes 80 % tvoří orná půda.
Rostlinná výroba okresu se orientuje zejména na pěstování kukuřice, pšenice, ječmene a řepky.
Živočišná výroba je zaměřena na chov skotu, prasat a drůbeže.
Největší statek na okrese sídlí v Úněšově a zabývá se výrobou a zpracováním masa a konzervací brambor. Další velké zemědělské podniky najdeme v Kralovicích, Kožlanech, Hromnicích a Žihli.

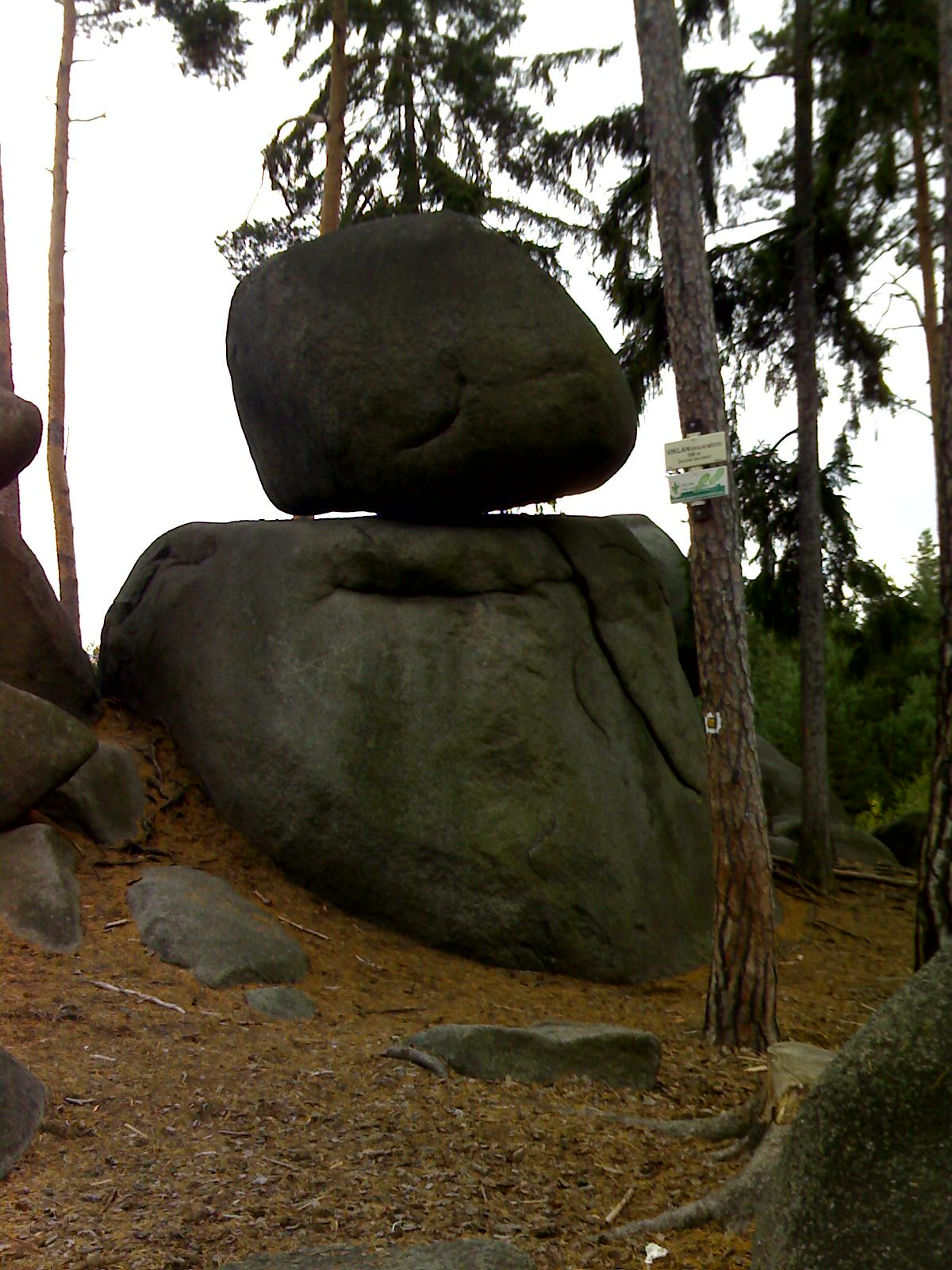
Viklan v žulovém skalním městě nedaleko Tisu u Blatna

## Doprava

### Silniční doprava
Silniční síť okresu měří celkem 897 km, z toho 19 km dálnic, 82 km silnic I. třídy, 266 km silnic II. třídy a 530 km silnic III. třídy.
Dálnice D5 Praha-Plzeň-Rozvadov prochází jihozápadní částí okresu u Nýřan. V celém úseku Plzeň-Rozvadov byla otevřena 6. listopadu 1997. Na severním Plzeňsku jsou z dálnice tři sjezdy: Plzeň západ, Nýřany a Heřmanova Huť. Přibližně 8 km severně od její trasy je s dálnicí rovnoběžná původní hlavní silnice, která je dnes vedena jako silnice II/605.
Z Plzně vycházejí hvězdicovitě 3 silnice I. třídy. Silnice I/26 směřuje na Domažlice a území okresu se dotýká jen v obcích Zbůch a Líně. Silnice I/20 stoupá z Plzně severozápadním směrem na Všeruby, Úněšov, Bezvěrov, Toužim a Karlovy Vary. Silnice I/27 vychází z Plzně přímo na sever směrem na Třemošnou, Plasy, Kralovice a dále na Žatec a Most.
Silnice II. třídy jsou II/180, II/193, II/201, II/203, II/204, II/205, II/206, II/210, II/229, II/230, II/231, II/232, II/233 a II/605.

### Železniční doprava
Severním Plzeňskem procházejí tři celostátní a tři regionální dráhy.
Nejvýznamnější železniční drahou je Trať 170 Praha-Plzeň-Cheb. Na území okresu je vedena mezi stanicemi Vochov a Pňovany (18 km). Je elektrizovaná a dvoukolejná. Ve stanici Pňovany vychází z hlavní tratě lokálka Pňovany-Bezdružice, která má ale pouze regionální význam.

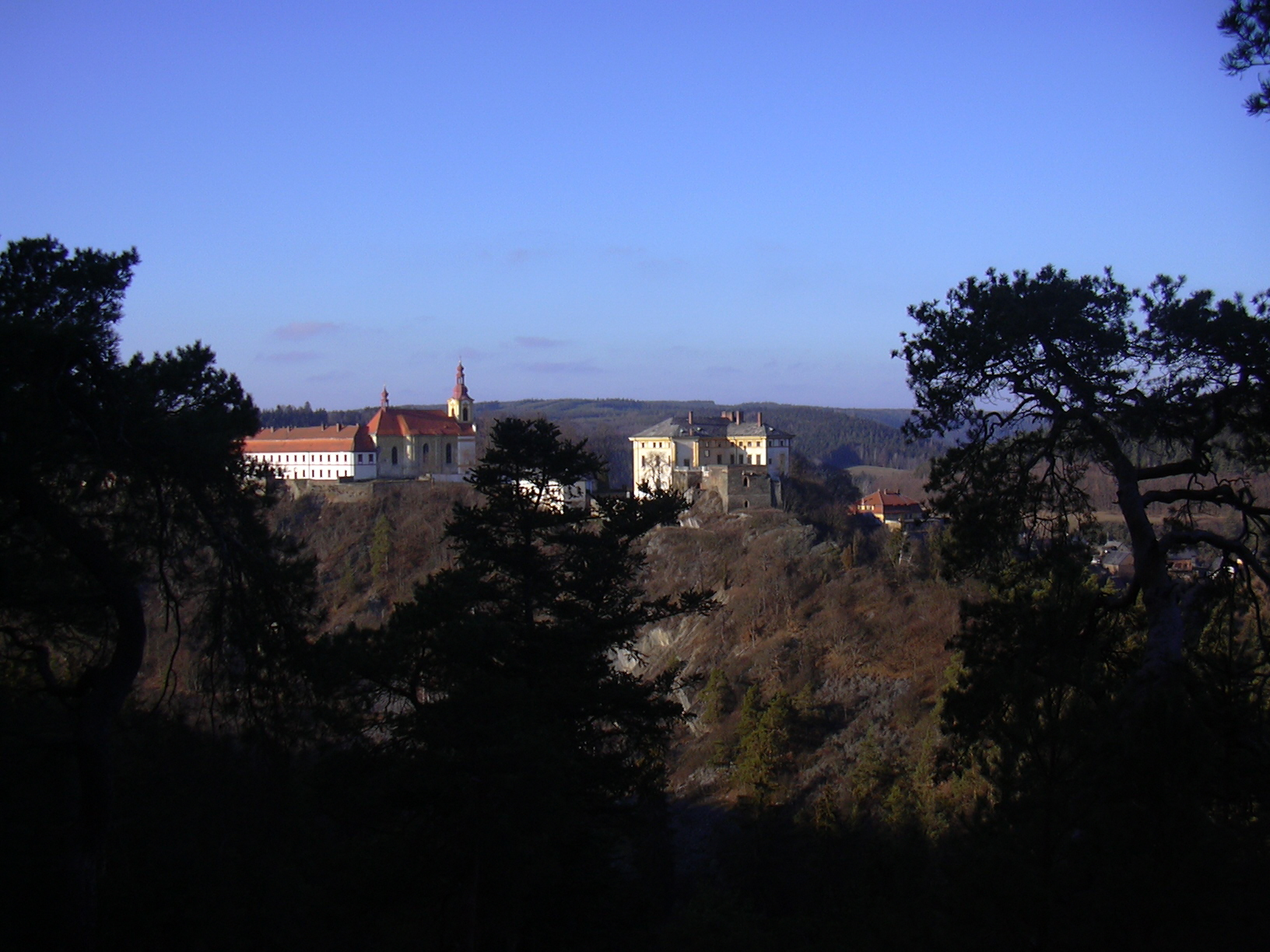
Nejmenší české historické město Rabštejn nad Střelou.

Druhou významnou železnicí je Trať 180 Plzeň-Domažlice. Přestože je jen jednokolejná a bez elektrického provozu, jsou po ní vedeny i mezinárodní rychlíky do Mnichova. Na území okresu je mezi stanicemi Vejprnice a Zbůch (13 km). Ze stanice Nýřany vychází desetikilometrová lokálka do Heřmanovy Huti.
Oblast okresu severně od Plzně obsluhuje Trať 160 Plzeň-Žatec, která vede okresem mezi stanicemi Třemošná a Pastuchovice (48 km). Také po této trati jsou vedeny i rychlíky, ale ani tato trať není dvoukolejná ani elektrizovaná. Nejvýznamnější stanice na jejím úseku jsou Třemošná, Horní Bříza, Kaznějov, Plasy, Mladotice a Žihle. Z Mladotic vycházela dříve lokálka do Rakovníka, na níž byl ale asi v roce 1997 pro špatný technický stav přerušen provoz v úseku Mladotice - Čistá. Později byl provoz obnoven pouze v úseku Rakovník - Čistá - Kralovice.

### Integrovaná doprava Plzeňského kraje
Celé území okresu Plzeň-sever je obsluhováno železničními a autobusovými linkami Integrované dopravy Plzeňského kraje.

## Cestovní ruch
Severní Plzeňsko je velmi významným rekreačním zázemím Plzeňanů. Najdeme zde čistou nedotčenou přírodu: hluboké a tiché lesy, přitažlivá údolí Střely, Berounky a jejich přítoků nebo jen obyčejnou podhorskou, odlehlou krajinu.
Zároveň však můžeme v oblasti obdivovat také mnohé stavební památky od klášterů v Mariánské Týnici a v Plasích přes „barokní perlu západních Čech“ – Manětín, hrad Krašov až po malebná městečka Úterý a Rabštejn nad Střelou.
Velké rekreační možnosti nabízí vodní nádrž Hracholusky na Mži, na jejíchž březích najdeme několik kempů a ubytovacích zařízení. V provozu je tam také sezónní lodní doprava po přehradním jezeře. Za návštěvu rozhodně také stojí méně známá místa, jako jsou např. Nečtiny s novogotickým zámkem nebo románský kostelík v Potvorově.
Z přírodních krás jmenujme hlavně povodí Střely mezi Mladoticemi, Manětínem, Rabštejnem a Žihlí. Najdeme tam rozsáhlá lesní žulová skalní městečka se zajímavými úkazy, jakými jsou bezesporu např. viklany. Jižně od Manětína se rozkládá obrovský lesní komplex s rozlohou skoro 100 km². Velmi pěkné je také údolí Úterského potoka.
Velkou překážkou rozvoje turistického ruchu je špatná dopravní dostupnost některých oblastí pro nemotorizované návštěvníky.

## Ochrana přírody
Do východní části okresu do něj zasahuje výběžek CHKO Křivoklátsko vyhlášené v roce 1978.

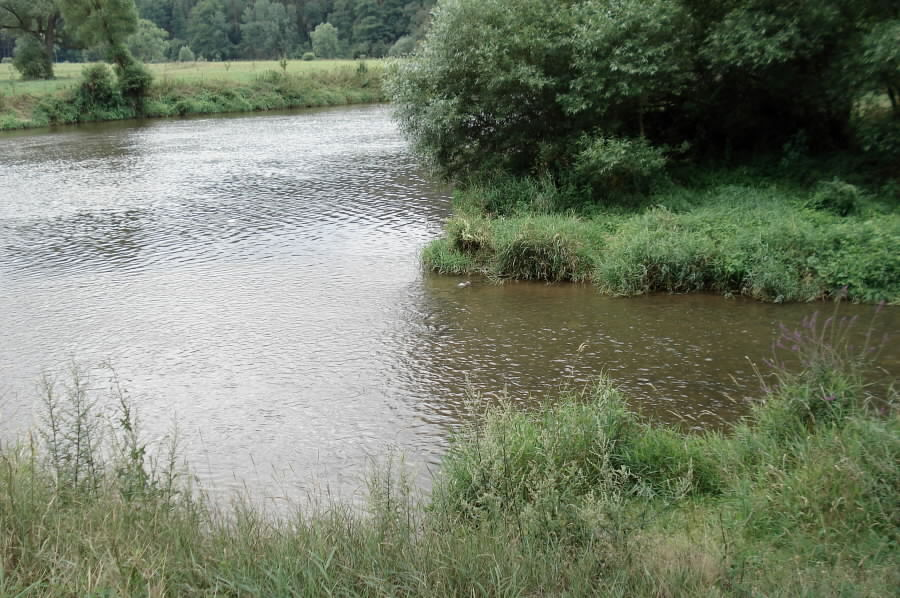
Soutok Berounky a Střely nedaleko Liblína

Na území okresu byly v roce 1978 vyhlášeny tři současné přírodní parky. Přírodní park Horní Střela má rozlohu 68,5 km² a zahrnuje hluboké údolí a meandry řeky Střely s širším okolím v oblasti mezi Mladoticemi, Rabštejnem nad Střelou a Žihlí. Přírodní park Manětínská zahrnuje lesní komplex jižně od Manětína. Přírodní park Úterský potok leží v údolí stejnojmenného potoka.
Dále je jednotlivě chráněno šest přírodních památek. Všechny jsou ve správě regionálního pracoviště Agentury ochrany přírody a krajiny v Plzni.

## Demografické údaje

### Vývoj počtu obyvatel v největších a dalších vybraných obcích okresu
| Název         | 1869  | 1961  | 1980  | 2001  | 2011  | 2019  |
| ------------- | ----- | ----- | ----- | ----- | ----- | ----- |
| Heřmanova Huť | 3 134 | 1 803 | 1 860 | 1 755 | 1 762 | 1 806 |
| Horní Bříza   | 328   | 2 087 | 3 122 | 4 487 | 4 356 | 4 180 |
| Hromnice      | 1 851 | 1 474 | 1 162 | 986   | 1 087 | 1 240 |
| Chotíkov      | 584   | 951   | 672   | 751   | 1 078 | 1 221 |
| Kaznějov      | 507   | 2 120 | 3 267 | 2 999 | 3 031 | 3 049 |
| Kozolupy      | 767   | 1 133 | 988   | 902   | 974   | 1 092 |
| Kožlany       | 2 472 | 1 400 | 1 392 | 1 406 | 1 463 | 1 439 |
| Kralovice     | 2 883 | 2 778 | 3 224 | 3 490 | 3 453 | 3 478 |
| Líně          | 379   | 3 068 | 2 475 | 2 239 | 2 420 | 2 783 |
| Manětín       | 3 624 | 1 767 | 1 476 | 1 245 | 1 154 | 1 151 |
| Město Touškov | 1 388 | 1 672 | 1 657 | 1 712 | 2 077 | 2 172 |
| Nečtiny       | 3 147 | 930   | 725   | 612   | 620   | 634   |
| Nýřany        | 3 176 | 5 871 | 6 419 | 6 913 | 6 965 | 6 996 |
| Plasy         | 2 700 | 2 886 | 2 768 | 2 621 | 2 572 | 2 716 |
| Tlučná        | 571   | 2 680 | 2 432 | 2 317 | 3 036 | 3 265 |
| Třemošná      | 1 246 | 3 917 | 4 856 | 4 624 | 4 878 | 5 082 |
| Úterý         | 1 597 | 507   | 399   | 384   | 416   | 464   |
| Vejprnice     | 647   | 2 964 | 2 611 | 2 520 | 3 910 | 4 302 |
| Vochov        | 350   | 658   | 536   | 570   | 673   | 1 176 |
| Všeruby       | 2 179 | 1 041 | 957   | 986   | 1 227 | 1 577 |
| Zbůch         | 347   | 2 537 | 2 171 | 1 864 | 2 257 | 2 609 |
| Zruč-Senec    | 503   | 1 903 | 2 105 | 2 363 | 2 999 | 3 341 |
| Žihle         | 1 450 | 1 307 | 1 279 | 1 419 | 1 403 | 1 309 |
| Název         | 1869  | 1961  | 1980  | 2001  | 2011  | 2019  |

## Školství
Ve školním roce 2020/2021 tvořilo síť předškolních a školských zařízení v okrese Plzeň-sever 42 mateřských škol, 36 základních škol, 4 základní umělecké školy a 2 střední školy (Gymnázium a střední odborná škola Plasy a Střední škola Kralovice). 

## Zdravotnictví
Na území okresu Plzeň-sever není v provozu žádná nemocnice. V roce 2021 zde působí 233 poskytovatelů zdravotních služeb, z toho je 18 lékáren.

## Seznam obcí a jejich částí
Města jsou uvedena tučně, městyse kurzívou, části obcí malince.
Bdeněves •
Bezvěrov (Buč • Dolní Jamné • Chudeč • Krašov • Nová Víska • Potok • Služetín • Světec • Vlkošov • Žernovník) •
Bílov •
Blatnice •
Blažim •
Bohy (Rakolusky) •
Brodeslavy •
Bučí •
Čeminy •
Černíkovice •
Čerňovice •
Česká Bříza •
Dobříč (Čivice) •
Dolany (Habrová) •
Dolní Bělá •
Dolní Hradiště •
Dražeň •
Druztová •
Heřmanova Huť (Dolní Sekyřany • Horní Sekyřany • Vlkýš • Vlkýš I) •
Hlince •
Hněvnice •
Holovousy •
Horní Bělá (Hubenov • Tlucná) •
Horní Bříza •
Hromnice (Chotiná • Kostelec • Nynice • Planá • Žichlice) •
Hvozd (Hodoviz) •
Chotíkov •
Chříč (Lhota) •
Jarov •
Kaceřov •
Kaznějov •
Kbelany •
Kočín •
Kopidlo •
Koryta •
Kozojedy (Borek • Břízsko • Kozojedy • Lednice • Robčice) •
Kozolupy •
Kožlany (Buček • Dřevec • Hedčany • Hodyně • Kožlany) •
Kralovice (Bukovina • Hradecko • Mariánský Týnec • Řemešín • Trojany) •
Krašovice •
Krsy (Kejšovice • Krsy • Polínka • Skelná Huť • Trhomné) •
Křelovice (Mydlovary • Pakoslav • Rozněvice) •
Kunějovice •
Ledce •
Líně •
Líšťany (Hunčice • Košetice • Lipno • Luhov • Náklov • Písek • Třebobuz) •
Líté (Spankov) •
Lochousice •
Loza •
Manětín (Brdo • Česká Doubravice • Hrádek • Kotaneč • Lipí • Luková • Manětín • Mezí • Rabštejn nad Střelou • Radějov • Stvolny • Újezd • Vladměřice • Vysočany • Zhořec) •
Město Touškov (Kůští) •
Mladotice (Černá Hať • Chrášťovice • Mladotice • Strážiště) •
Mrtník •
Myslinka •
Nadryby •
Nečtiny (Březín • Čestětín • Doubravice • Hrad Nečtiny • Jedvaniny • Kamenná Hora • Leopoldov • Lešovice • Nečtiny • Nové Městečko • Plachtín • Račín) •
Nekmíř (Lhotka) •
Nevřeň •
Nýřany (Doubrava • Kamenný Újezd) •
Obora •
Ostrov u Bezdružic (Krsov • Pláň) •
Pastuchovice •
Pernarec (Březí • Krukanice • Málkovice • Něšov • Skupeč) •
Pláně (Korýtka • Ondřejov • Vrážné) •
Plasy (Babina • Horní Hradiště • Lomnička • Nebřeziny • Plasy • Žebnice) •
Plešnice •
Pňovany (Chotěšovičky • Rájov) •
Potvorov •
Přehýšov (Bítov • Radějovice) •
Příšov •
Rochlov •
Rybnice •
Sedlec •
Slatina •
Studená •
Štichovice (Křečov) •
Tatiná •
Tis u Blatna (Balková • Kračín) •
Tlučná •
Trnová •
Třemošná (Záluží) •
Úherce •
Újezd nade Mží •
Úlice (Hracholusky • Jezná • Kníje • Nová Jezná) •
Úněšov (Budeč • Čbán • Číhaná • Hvožďany • Lípa • Podmokly • Štipoklasy • Vojtěšín) •
Úterý (Olešovice • Vidžín) •
Vejprnice •
Velečín (Ostrovec) •
Vochov •
Všehrdy •
Všeruby (Chrančovice • Chrástov • Klenovice • Kokořov • Popovice • Radimovice) •
Výrov (Hadačka) •
Vysoká Libyně •
Zahrádka (Hůrky • Mostice) •
Zbůch (Červený Újezd) •
Zruč-Senec (Senec • Zruč) •
Žihle (Hluboká • Kalec • Nový Dvůr • Odlezly • Přehořov • Žihle) •
Žilov (Stýskaly)